# Kraljevska palma
Roystonea oleracea, včasih znana kot karibska kraljevska palma, palmista, cesarska palma ali zeljna palma, je vrsta palme, ki je domorodna na Malih Antilih, Kolumbiji, Venezueli ter Trinidadu in Tobagu. Prav tako naj bi bil naturaliziran v Gvajani ter na otokih Mavricij in Réunion v Indijskem oceanu.
Njen specifični vzdevek oleracea v latinščini pomeni 'zelenjavna/zeliščna' in je oblika holeraceus ((oleraceus)). Popke rastline so jedli v Zahodni Indiji.

## Opis
Roystonea oleracea je velika palma, ki doseže višino 40 metrov, pri čemer je rekord 57 metrov, ne da bi vključevali krono ali liste. Stebla so siva ali belkasto siva in imajo premer od 46–66 centimetrov. Zgornji del stebla je obdan z listnimi ovoji, ki tvorijo zeleni del, znan kot steblo, ki je običajno dolgo približno 2 m. Posamezniki naj bi imeli 16–22 ali 20–22 listov. Listi so enkrat pernati in so sestavljeni iz 60–100 cm dolgega peclja in 4–4,6 m rahija. Lističi so pritrjeni na rahi pod različnimi koti, zaradi česar je list podoben ščetki za steklenice. 1,4 m socvetje nosi bele moške in ženske cvetove. Plodovi so dolgi 12,6–17,6 milimetrov in 7,6–10,4 mm ter postanejo škrlatno črni, ko dozorijo.

## Taksonomija
Roystonea je uvrščena v poddružino Arecoideae in pleme Roystoneae. Umestitev Roystonea znotraj Arecoideae je negotova; filogenija, ki temelji na DNK plastida, ni uspela razrešiti položaja rodu znotraj Arecoideae. Od leta 2008 se zdi, da ni molekularnih filogenetskih študij Roystonea  in razmerje med R. oleracea in preostalim rodom ni gotovo.
Vrsto je prvi opisal Nikolaus von Jacquin leta 1763 kot Areca oleracea. Vzdevek oleracea pomeni »podoben zelenjavi ali zelišču« in se v botanični latinščini uporablja za užitne ali gojene rastline (kot Brassica oleracea ali Portulaca oleracea). Leta 1838 jo je Carl Friedrich Philipp von Martius prenesel v rod Oreodoxa kot O. oleracea. Berthold Carl Seemann jo je leta 1838 prenesel v rod Kentia. Leta 1900 je govornik F. Cook predlagal nov rod za kraljevske palme in naslednje leto to vrsto preselil iz Oreodoxa v Roystonea.
Leta 1825 je Curt Polycarp Joachim Sprengel opisal Euterpe caribaea in kot sinonim navedel Jacquinovo A. oleracea. Leta 1903 sta Carl Lebrecht Udo Dammer in Ignatz Urban to vrsto prenesla v rod Oreodoxa. Percy Wilson ga je leta 1917 preselil v Roystoneo. Ker je Sprengel vedel za Jacquinov opis, je njegovo ime odveč. Liberty Hyde Bailey je opisal Roystonea venezuelana leta 1949 na podlagi zbirke Juliana Steyermarka. V svoji monografiji iz leta 1996 o rodu Roystonea je Scott Zona poročal, da »ni mogel najti nobenih doslednih morfoloških ali molekularnih razlik med obema taksonoma« in postavil R. venezuelana v sinonim za R. oleracea.
Na podlagi gojenih rastlin v botaničnem vrtu v Georgetownu v Gvajani (tedaj Britanska Gvajana) je John Frederick Waby opisal Oreodoxa regia var. jenmanii leta 1919. Posebnost te sorte je bilo dejstvo, da so bili njeni najnižji listi pod kotom 45° nad vodoravno površino. Leta 1935 je Bailey opisal R. oleracea var. excelsior na podlagi primerkov, zbranih v botaničnem vrtu Georgetown. Hyde je Wabyjevo ime navedel kot neobjavljen sinonim, pri čemer očitno ni vedel, da je Wabyjevo ime veljavno, objavljeno ime. Leta 1996 je Zona skoval novo kombinacijo, R. oleracea var. jenmannii, da popravi Hydeovo napako in posodobi Wabyjevo ime. Opozoril pa je, da se ta sorta, ki je bila poznana le iz gojenja, ne razlikuje od tipične po cvetnih ali sadnih značilnostih. Rafaël Govaerts je sorto združil v sinonim s tipično sorto.

### Splošna imena
Roystonea oleracea je znana kot palmista v Trinidadu in Tobagu, kraljevska palma ali kapusova palma na Barbadosu in chaguaramo ali maparó v Venezueli. V Kolumbiji je znana kot mapora v španščini, mapórbot v Jitnuju in mapoloboto v Sikuaniju. Med drugim se imenuje tudi zelje, palmetto royal, palmier franc in chou palmiste.

## Razširjenost
Kraljevska palma je doma na Gvadeloupu, Dominiki in Martiniku na Malih Antilih, Barbadosu, Trinidadu in Tobagu, severni Venezueli in severovzhodni Kolumbiji. Naturaliziran je v Antigvi, Gvajani, Surinamu in Francoski Gvajani. Pogosto raste na območjih, ki so vlažna vsaj del leta - obalna območja blizu morja, galerijski gozdovi v sezonsko poplavljenih savanah.

## Ekologija
Plod kraljevske palme je pomemben sestavni del prehrane papig oranžnokrilih amazonk (Amazona amazonica) in rdečetrebušnih ara (Orthopsittaca manilatus) v močvirju Nariva v Trinidadu in Tobagu. Med študijo, ki je bila izvedena med letoma 1995 in 1996, je bil sadež R. oleracea pomemben element prehrane obeh vrst med junijem in januarjem in je bil njihov prevladujoč prehranski izdelek od julija do novembra.

## Uporaba
Najvišja in 'najveličastnejša' kraljevska palma Roystonea oleracea se pogosto uporablja kot okras. Les se lahko uporablja za gradnjo. Končni brst je užiten. Sok mladih socvetij je mogoče fermentirati in tako proizvesti alkohol. V svoji knjigi Natural History of Barbados iz leta 1750 je Griffith Hughes poročal, da bi nezrela socvetja lahko vložili in jedli kot zelenjavo.